# Autobuzele din Chișinău

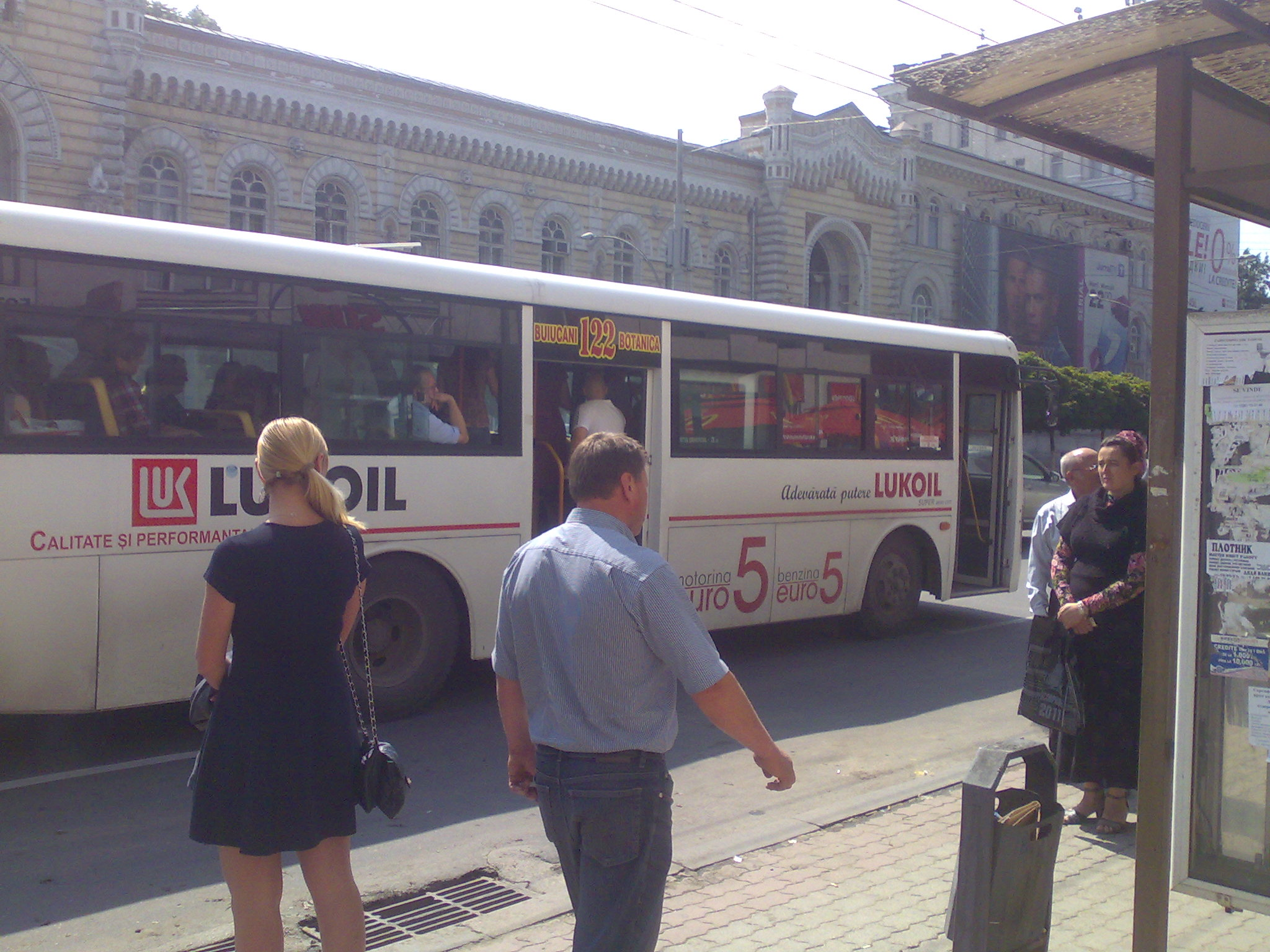
Autobuz la stația „Piața Marei Adunări Naționale”, pe bulevardul central

Întreprinderea municipală „Parcul urban de autobuze” din Chișinău, include atât rute interurbane cât și de navetă. În prezent, sunt 34 de linii de autobuz, dintre care doar cinci linii sunt interurbane (№ 5, № 8, № 19, № 23 și № 26), două dintre ele ajung până la aeroportul Chișinău și № 65 restul fiind suburbane. Cele mai multe dintre rutele de autobuz încep de la Piața Centrală (situată lângă Gara centrală).

## Istoric

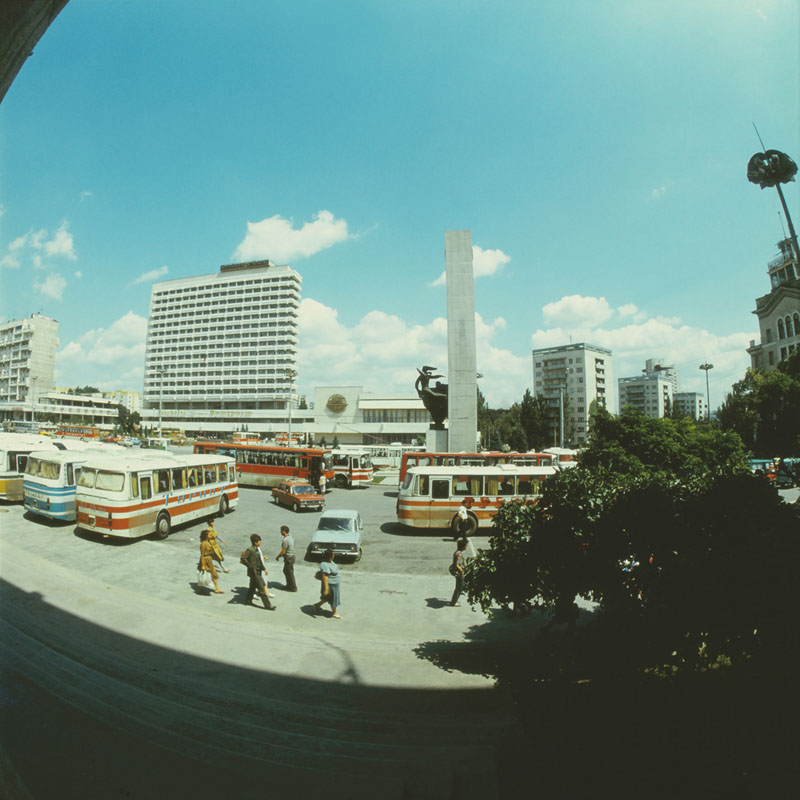
Stație de autobuze (anul 1980)

În 1909 s-a făcut o încercare de a organiza la Chișinău un sistem de autobuze interurbane. Acesta a fost organizat de un proprietar pe numele M. Surucian, care a și construit câteva garaje în oraș. Transportul era efectuat cu ajutorul camioanelor convertite de marca White. O călătorie în acestea costa 25 de copeici/persoană.
Istoria oficială a autobuzelor în Chișinău a început în martie 1946. Drept urmare a războiului, orașul era practic lipsit de unități de transport, sistemul de tramvaie fiind puternic deteriorat și necesita o recuperare îndelungată. Prin urmare, în oraș a fost introdus sistemul de autobuze, pe baza autovehiculului ZIS-154⁠(ru)[traduceți]. În 1955, orașul era deservit de 40 de mașini marca ZIS-155⁠(ru)[traduceți] și GZA-651⁠(ru)[traduceți], iar numărul pasagerilor transportați anual ajungea la aprox. 6 mln de persoane.. În 1961, orașul era operat de 12 rute de autobuz, în 1972 de 21, iar în 1982, rețeaua de autobuze includea 32 de linii.
În anii 1990, cele mai multe dintre rutele de autobuz din oraș au fost închise, ca urmare a dezvoltării rapide a transportului efectuat de așa-zisele rutiere. Către anul 2004, „parcul” de autobuze al orașului includea 180 de mașini, în stare de lucru fiind doar 125 de autobuze, cu aproximativ jumătate dintre ele deja uzate. În același an (2004) au fost achiziționate pentru nevoile sistemului de transport public urban, 50 de autobuze model LiAZ 5256⁠(ru)[traduceți], iar în 2006, orașul a cumpărat din Germania, o partidă de autobuze MAN Lion's Classic. În vara anului 2010, numărul zilnic de autobuze care ieșea pe străzile orașului varia între 89-99 autobuze.
În anul 2021, a fost cumpărată o partidă de 100 autobuze de marca Isuzu.

## Linii
Sistemul de autobuze este constituit din 34 de linii, care acoperă parțial orașul și majoritatea suburbiilor din municipiul Chișinău.
| Linie | Rută                                                                       | |
| ----- | -------------------------------------------------------------------------- | --------------------------------------------------------------------------------------------------- |
| 2     | str. Vasile Alecsandri – or. Cricova                                       | |
| 4     | bd. Traian – com. Băcioi                                                   | |
| 5     | bd. Cuza Vodă – str. Bucovinei (Centrul de Agrement „Megapolis Mall”)      | |
| 6     | str. Alba-Iulia – sat. Dumbrava – sat. Trușeni (str. 27 August)            | |
| 8     | piața Dimitrie Cantemir – str. Nicolae Testemițeanu (Institutul Oncologic) | |
| 9     | piața Dimitrie Cantemir – or. Codru                                        | |
| 10    | str. Vasile Alecsandri – sat. Grătiești                                    | |
| 11    | str. Tighina – or. Durlești – piața Dimitrie Cantemir                      | conexiune cu Gara de Sud conexiune cu Gara Centru rută circulară                                    |
| 12    | piața Dimitrie Cantemir – or. Durlești (str. Caucaz)                       | |
| 14    | str. Miorița - or. Codru (str. Sihastrului)                                | |
| 15    | str. Academiei – or. Codru (str. Potârnichii)                              | |
| 16    | Universitatea Agrară – or. Vatra                                           | |
| 16a   | Universitatea Agrară - piața Dimitrie Cantemir                             | |
| 18    | str. Tighina – sat. Revaca                                                 | conexiune cu Gara feroviară conexiune cu Gara Centru                                                |
| 18a   | str. Tighina – or. Sângera                                                 | conexiune cu Gara feroviară conexiune cu Gara Centru                                                |
| 19    | bd. Moscova – str. Valea Crucii                                            | conexiune cu Gara feroviară                                                                         |
| 21    | str. Meșterul Manole – sat. Bubuieci (str. Ștefan cel Mare și Sfânt)       | |
| 23    | bd. Mircea cel Bătrân (str. Ion Dumeniuc) – str. Ismail                    | |
| 24    | str. Ismail – sat. Colonița                                                | conexiune cu Gara de Nord                                                                           |
| 26    | str. Liviu Deleanu – str. Doina (Cimitirul „Sf. Lazăr”)                    | |
| 28    | str. Vasile Alecsandri – sat. Grătiești – sat. Hulboaca                    | |
| 31    | str. Ismail – or. Vadul-lui-Vodă                                           | conexiune cu Gara Centru conexiune cu Gara de Nord                                                  |
| 33    | str. Tighina – sat. Dobrogea                                               | conexiune cu Gara Centru conexiune cu Gara feroviară                                                |
| 34    | str. Tighina – sat. Tohatin – sat. Cheltuitori                             | conexiune cu Gara Centru conexiune cu Gara de Nord                                                  |
| 36    | bd. Dacia – sat. Bubuieci (str. Grigore Vieru)                             | |
| 37    | str. Vasile Alecsandri – sat. Stăuceni                                     | |
| 38    | str. Ismail – sat. Cruzești                                                | conexiune cu Gara de Nord                                                                           |
| 39    | str. Tighina – sat. Bubuieci – sat. Bîc                                    | conexiune cu Gara Centru conexiune cu Gara de Nord                                                  |
| 44    | str. Tighina – sat. Revaca                                                 | conexiune cu Gara Centru conexiune cu Gara feroviară conexiune cu Aeroportul Internațional Chișinău |
| 46    | str. Melestiu – sat. Ghidighici                                            | |
| 47    | str. Vasile Alecsandri – sat. Ciorescu                                     | |
| 48    | str. Vasile Alecsandri – sat. Făurești                                     | |
| 49    | str. Tighina – com. Băcioi                                                 | conexiune cu Gara Centru conexiune cu Gara feroviară                                                |
| 65    | str. Tighina – șos. Muncești                                               | conexiune cu Gara Centru conexiune cu Aeroportul Internațional Chișinău                             |

## Vezi și
- Regia Transport Electric Chișinău
- Rutieră
- Tramvaiul din Chișinău

## Legături externe
- Rutele de autobuz din Chișinău Arhivat în 1 decembrie 2010, la Wayback Machine.